# مقاطعة ماكوك (داكوتا الجنوبية)
ماكوك (بالإنجليزية: McCook)‏ هي إحدى مقاطعات ولاية داكوتا الجنوبية في الولايات المتحدة الأمريكية.